# بازی جری
بازی جری (به انگلیسی: Geri's Game) یک فیلم کوتاه و پویانمایی رایانه‌ای به کارگردانی جان پینکاوا و محصول سال ۱۹۹۷ استودیوی فیلم‌سازی پیکسار است. این فیلم، نخستین انیمیشن کوتاه پیکسار بعد از ساخت داستان اسباب‌بازی است (پیشتر فیلم کوتاه نیک نک را در ۱۹۸۹ ساخته بودند). بازی جری جوایز گوناگونی را به‌دست آورده‌است که از مهم‌ترین آن‌ها می‌توان به دریافت جایزهٔ اسکار بهترین فیلم کوتاه پویانمایی اشاره کرد.
استودیوی فیلمسازی پیکسار از شخصیت جری در پویانمایی بلند داستان اسباب‌بازی ۲ محصول ۱۹۹۹ استفاده کرده‌است.

## داستان
جری پیرمرد تنهایی است که در یک روز پاییزی در پارکی نشسته ومشغول بازی شطرنج با خودش است. او که حریفی ندارد پس از هر حرکت جای خود را عوض کرده، به سوی دیگر میز می‌رود و با برداشتن و گذاشتن عینک خود، خود را به جای نفر مقابلش می‌گذارد. بازی آنقدر ادامه می‌یابد تا جری‌ای که با مهره‌های سیاه بازی می‌کند (جری بدون عینک)، جری‌ای را که با مهره‌های سفید بازی می‌کند (جری با عینک) را در وضعیت کیش قرار می‌دهد. جری سفید که باخت خود را حتمی می‌بیند با تظاهر به درد گرفتن قلبش، جری سیاه را از جایش بلند می‌کند و هنگامی که او برای بررسی وضعیت جری سفید به کنارش می‌آید با چرخاندن صفحهٔ شطرنج، او را در وضعیت کیش و مات قرار می‌دهد. جری سیاه که می‌بیند اینک اوست که بازندهٔ بازی است از ادامهٔ بازی دست کشیده و یک دست دندان مصنوعی را به عنوان جایزهٔ برد جری سفید به او می‌دهد. جری سفید آنها را در دهان گذاشته، پوزخندی زده و پیش خود می‌خندد.

## جوایز
- ۱۹۹۸ - برندهٔ جایزهٔ اسکار بهترین فیلم کوتاه پویانمایی[۲]
- ۱۹۹۸ - فیلم برگزیدهٔ تماشاگران - جشنوارهٔ فیلم انیمیشن انیما موندی
- ۱۹۹۸ - فیلم برگزیدهٔ تماشاگران - جشنوارهٔ بین‌المللی فیلم‌های انیمیشن آنسی
- ۱۹۹۸ - برندهٔ جایزهٔ انی بهترین دستاورد هنری در یک فیلم کوتاه انیمیشن - جوایز انی
- ۱۹۹۸ - فیلم برگزیدهٔ تماشاگران - جشنوارهٔ فیلم فلوریدا
- ۱۹۹۸ - برندهٔ جایزهٔ دابلیوای‌سی بهترین فیلم سه بعدی حرفه‌ای سی‌جی‌آی - جشن جهانی انیمیشن
- ۱۹۹۸ - برندهٔ جایزهٔ محبوب‌ترین فیلم اینترنتی - فستیوال جهانی فیلم‌های انیمیشن زاگرب